# Li Ling (dynastia Han)
Li Ling (zm. 74 p.n.e.) – generał z czasów dynastii Han, na służbie cesarza Wudi (漢武帝). Był wnukiem generała Li Guanga. Stacjonował ze swoim oddziałem w pobliżu Dunhuangu, strzegąc pogranicza.
W 99 p.n.e. wyruszył z kampanią przeciwko barbarzyńskim Xiongnu. Zapuścił się daleko na północ w głąb dzisiejszej Mongolii dowodząc jedynie piechotą, gdyż dowodzący kawalerią generał Lu Bode odmówił oddania się pod jego rozkazy i wsparcia ekspedycji. Gdy niewielki oddział Li napotkał 30-tysięczną konnicę Xiongnu, zdołał odnieść zwycięstwo dzięki zastosowaniu kusz. Upojony zwycięstwem dowódca podjął pogoń za wrogiem, wystawiając się na ataki barbarzyńskich konnych łuczników. Znalazłszy się w pułapce, rozkazał odwrót do chińskiej granicy. Jedynie 400 żołnierzy Li Linga zdołało wrócić do Chin, a on sam podczas ucieczki został schwytany przez wroga.
Dostawszy się do niewoli Li zdradził i przeszedł na stronę Xiongnu. Barbarzyński władca przyjął jego usługi i uczynił go swoim doradcą. Na wieść o zdradzie Li Linga cesarz zaocznie skazał go na śmierć i nakazał zgładzić jego rodzinę. Represje dotknęły także sławnego historyka Sima Qiana, który stanąwszy w obronie generała został uwięziony i wykastrowany. Li do końca życia żył wśród Xiongnu, ucząc ich chińskich technik wojennych.